# Руски конзул (роман)
Руски конзул је роман српског књижевника Вука Драшковића из 1988. Радња романа се одвија током 1970-их и бави се косовско-метохијским питањем, тачније етничким чишћењем које је спроводила већински албанска власт САП Косова над српском мањином. Године 2024. роман је екранизован, када је приказан филм Руски конзул.